# جین دایچ
یوجین مریل دایچ (به انگلیسی: Eugene Merril Deitch) (زاده ۸ اوت ۱۹۲۴ در شیکاگو – درگذشته ۱۶ آوریل ۲۰۲۰ در پراگ) یک تصویرساز، پویانما، کارگردان و طراح کمیک در جمهوری چک و زاده ایالات متحده آمریکا بود. جین از سال ۱۹۵۹ در پراگ زندگی می‌کرد. وی بیشتر به دلیل طراحی آثار انیمیشنی مانند مونرو، تام تریفیک و نودنیک و همچنین کارهایش در سریال‌های ملوان زبل و تام و جری شناخته شد.

## زندگی پراگ
جین دایچ در سال ۱۹۵۹ برای یک سفر ۱۰ روزه به پراگ رفت و در آن مدت با همسرش، دِنکا آشنا شد. به دنبال این آشنایی، او تا پایان زندگی خود، در این شهر ماندگار شد. جین دایچ یکی از انگشت‌شمار آمریکایی‌هایی بود که در دوران حکومت کمونیستی چکسلواکی، آزادانه در پراگ زندگی می‌کرد.

## استودیو پراگ
مترو گلدوین مایر در سال ۱۹۵۷ (میلادی) ساخت تام و جری را متوقف کرد. اما در آغاز دهه ۱۹۶۰ (میلادی) تصمیم گرفت ساخت تام و جری را از سر بگیرد. بنابراین در سال ۱۹۶۱ (میلادی) برای صرفه‌جویی در هزینه‌ها، یک استودیو در پراگ راه‌اندازی کرد و جین دایچ را به مدیریت آن برگزید. در استودیو ۱۳ قسمت از تام و جری ساخته شدند که بدترین تام و جری‌های ساخته شده هستند. مشکل، کمبود بودجه و نیروی انسانی، و هچنین ناآشنایی پویانماها از نمونه اصلی تام و جری بود. بنابراین ادامه کار در دهه ۱۹۶۰ به چاک جونز سپرده شد. جین دایچ گفته بود به دلیل کیفیت پایین ساخت، شهرت بدی پیدا کرده و حتی تهدید به مرگ هم شده بود.
برای جلوگیری از سوءتفاهم ارتباط مترو گلدوین مایر با کمونیسم، در میان‌نویس پویانمایی‌ها نام پویانماها از چکی به آمریکایی تغییر داده شدند.

## جوایز
دایچ در سال ۱۹۶۰ جایزه اسکار بهترین فیلم کوتاه پویانمایی را برای فیلم "مونرو" دریافت کرد. او دو بار دیگر نیز در سال ۱۹۶۴ برای فیلم‌های ساخته خود، نامزد جایزه اسکار شد.
جین دایچ در سال ۲۰۰۴ به دلیل یک عمر کار در زمینه پویانمایی، جایزه وینزر مک‌کی را دریافت کرد.

## مرگ
جین دایچ پس از یک دوره بسیار کوتاه بیماری دستگاه گوارشی درگذشت.